# 温都尔汗机场
温都尔汗机场是一座位于蒙古国东部地区肯特省首府温都尔汗的机场。机场位于温都尔汗西南方4公里处，拥有一条方向为06/24，1,800米 × 50米（5,906英尺 × 164英尺）的草地跑道。